# Injection (moteur)

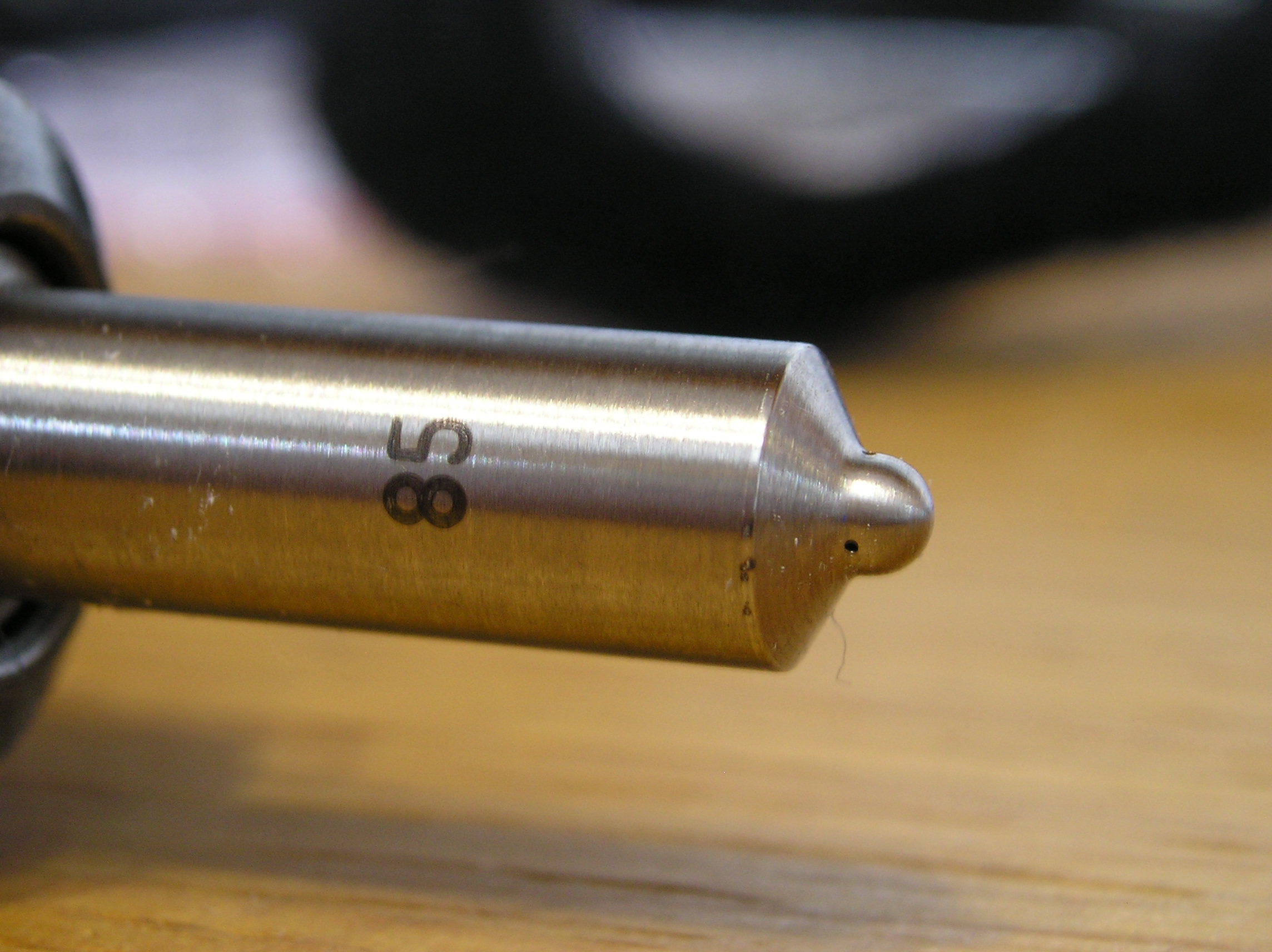
Photo d'un injecteur direct 230 bar Bosch

Pour les articles homonymes, voir Injection.
L'injection est un dispositif d'alimentation des moteurs à explosion permettant d'acheminer (directement ou un peu en amont) le carburant dans la chambre de combustion. Préférée au carburateur afin d'améliorer le rendement moteur, l'injection fut, à l'origine, exclusivement mécanique, puis améliorée par l'électronique en utilisant un calculateur électronique.

## Histoire

### Balbutiements

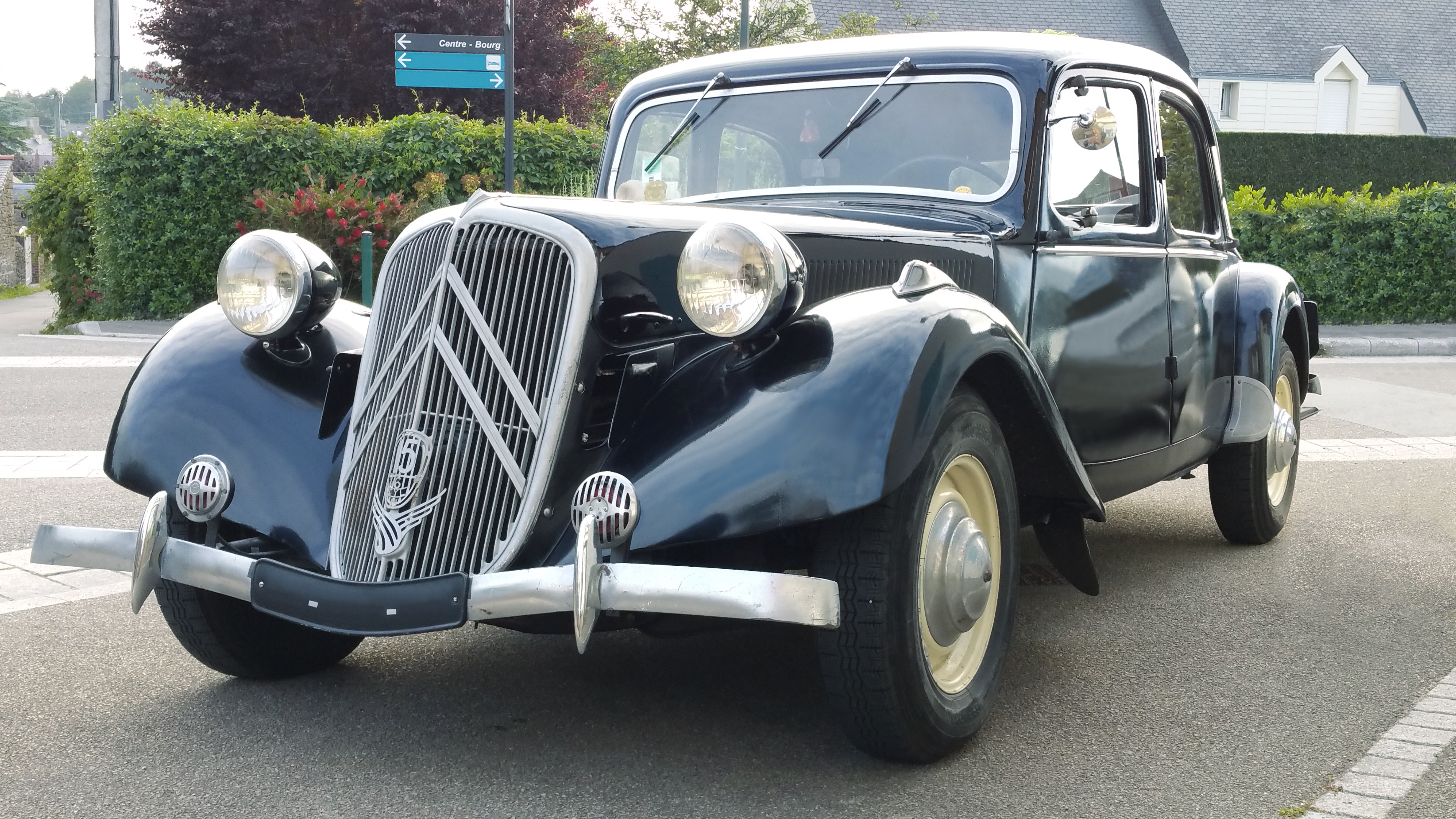
Citroën Traction Avant 15-Six

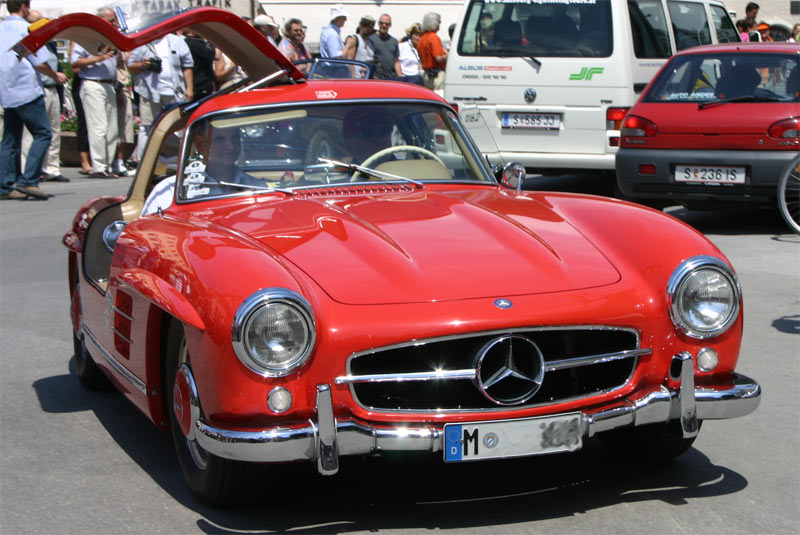
Mercedes 300 SL

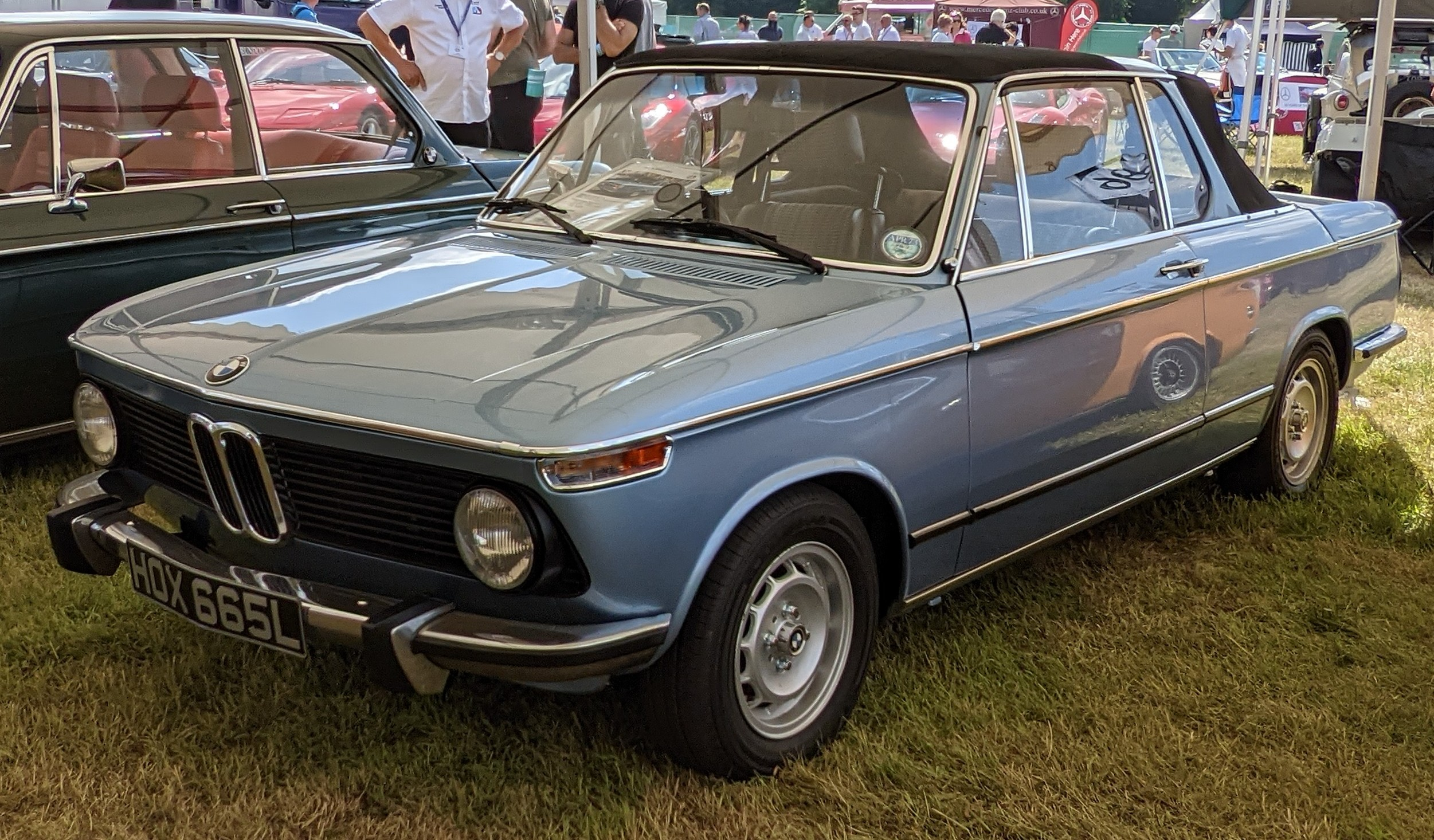
BMW 2002 Tii

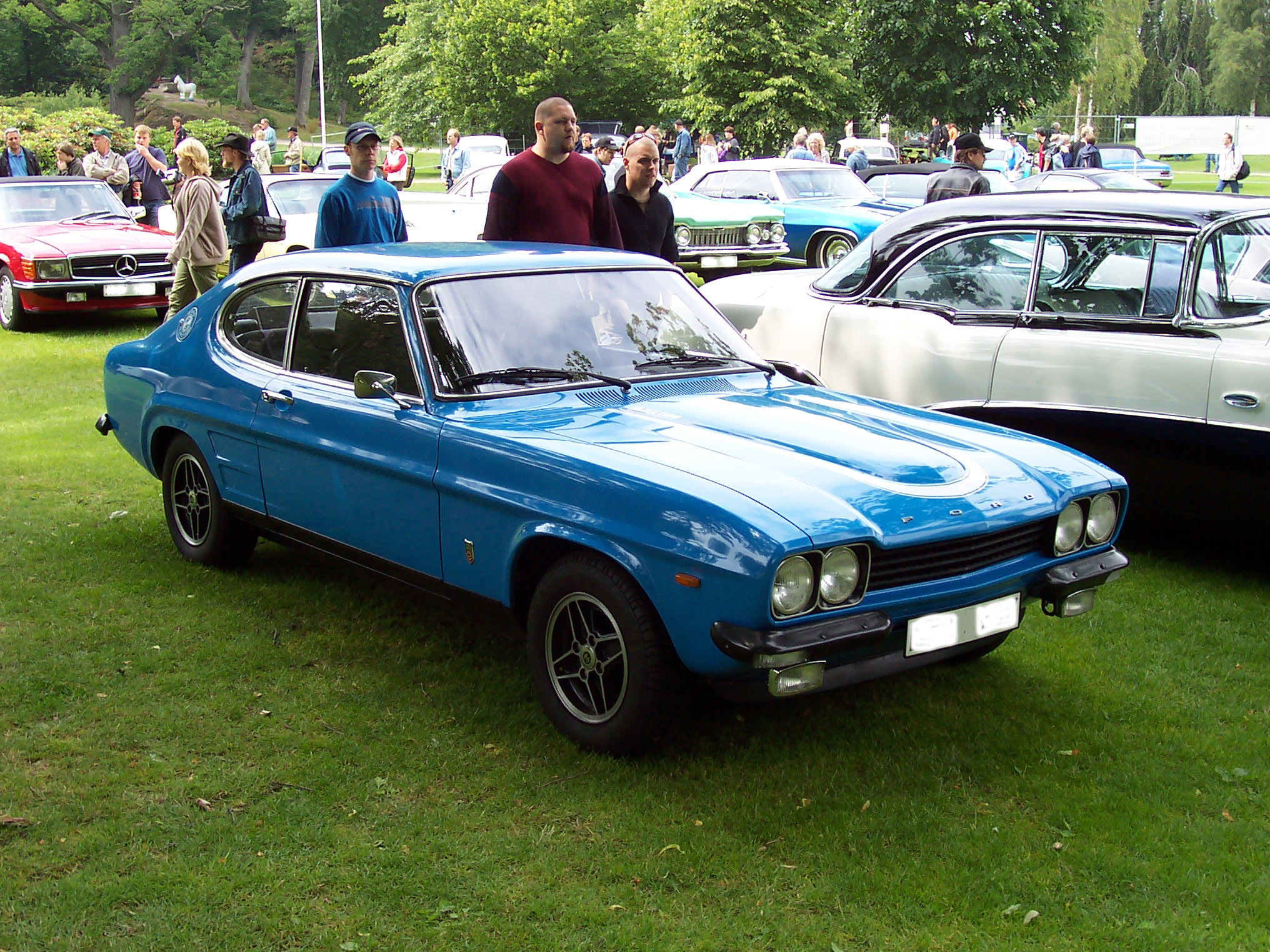
Ford Capri RS2600

Le premier moteur à combustion interne alimenté par un système d'injection est breveté en 1893 par l'ingénieur Rudolph Diesel.
Les premières applications de l'injection sur les moteurs à explosion remontent aux années 1930. En Allemagne, Mercedes-Benz et Bosch mettent au point un système d'injection directe adapté aux moteurs d'avions comme le V12 Junkers Jumo 210G équipant le Me109 en 1937. Durant la Seconde Guerre mondiale, des avions américains et russes utilisent également ce système, comme le Wright R-3350 Duplex Cyclone équipant le Boeing B-29 Superfortress et le Chvetsov ASh-82FN équipant le Petliakov Pe-8.
Après la guerre, c'est en 1949 que les premiers moteurs à combustion interne sont alimentés par injection indirecte, et notamment sur les monoplaces participant aux 500 miles d'Indianapolis. En Europe, l'un des premiers exemples, toujours du type indirect, est développé en 1953 : il s'agit du 4 cylindres Lea Francis d'une cylindrée de 2 000 cm3 développant environ 150 chevaux  de la Connaught-A qui participe, entre autres, au Grand Prix automobile de Grande-Bretagne 1953. Mercedes, en 1954, adopte à son tour le système à injection directe sur les 8 cylindres en ligne M196 de ses Formule 1 W196.
La première application de l'injection directe à un moteur d'automobile est faite par le Français Georges Regembeau, qui convertit une Citroën Traction Avant 15-six à cette technique au tout début des années 1950, pour sa satisfaction personnelle. Alliée à des équipements novateurs, comme la boîte 6 vitesses Regembeau et un très bon système de freinage, cette voiture pourra atteindre des performances remarquables : 190 ch et une vitesse de pointe de 210 km/h.
C'est dans les années 1960 que les constructeurs s'intéressent davantage aux injections plutôt qu'aux carburateurs, d'abord pour améliorer leurs performances. En 1961, Ferrari se lance à son tour dans la voie montante de l'injection, à titre expérimental, en élaborant un système direct en coopération avec Bosch sur le V6 de la 246 Sport. En 1963, Ferrari étend l'application de l'injection à ses moteurs de Formule 1.
La première voiture de série équipée d'une injection d'essence directe fut la Mercedes 300 SL, en 1954, dont le dispositif était entièrement mécanique, très proche du système adopté par Regembeau. En raison d'un développement trop rapide ou de la difficulté de mise au point de cette nouvelle technique, le mécanisme était peu fiable à cause des problèmes de lubrification de la pompe à injection. Mercedes développa par la suite de nouveaux modèles, comme la 220 SE, équipés du système Bosch, mais de type indirect. Fort de ce succès de Mercedes, l'injection entrait irrémédiablement dans l'automobile de série.
L'injection indirecte mécanique la plus perfectionnée reste cependant l'injection Kugelfischer, qui fut utilisée depuis le début des années 1960 jusqu'à la fin du XXe siècle sur les voitures de course grâce à son adaptabilité, la « programmation » de l'injection étant réalisée par une came de forme complexe surnommée « patate ». Les utilisations en grande série les plus connues furent sur Peugeot 404 et 504 coupé et cabriolet et BMW 2002 Tii jusqu'à la BMW M1 des années 1980 ainsi que sur la Ford Capri 2600 RS.

### Évolution

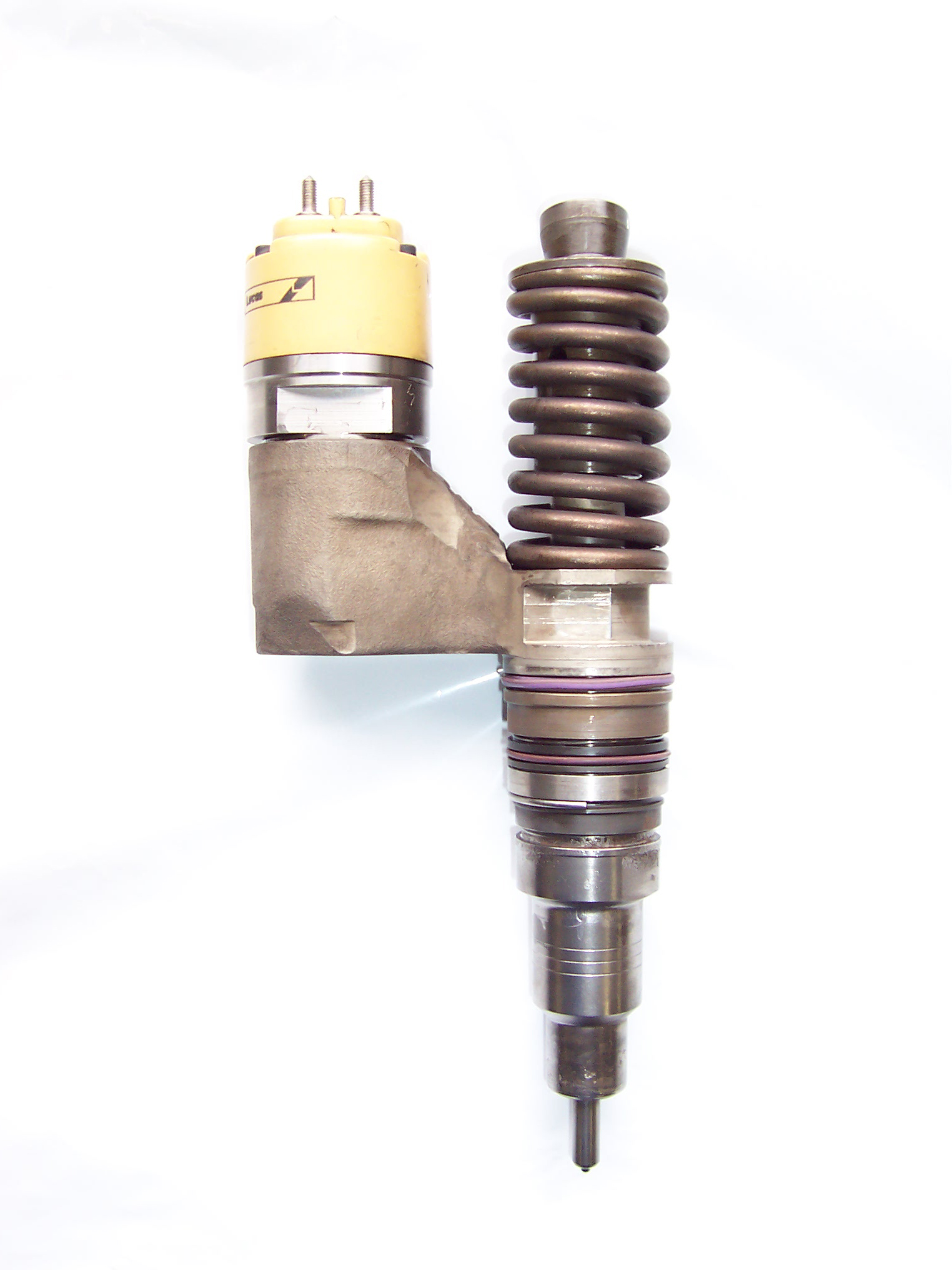
Un des premiers types d'injecteur produits.

Le coût, l'efficacité et le bruit de fonctionnement générés limitaient les premiers systèmes d'injection directe à être installés uniquement sur les poids lourds. En 1987, Fiat réussit cependant à réaliser une injection directe qui résolvait ces problèmes et implanta la nouvelle technique dans sa Fiat Croma turbo-diesel, une automobile de série qui fut ainsi la plus performante du segment. Fort de ce succès, l'Allemand Bosch acheta la technologie pour permettre à Volkswagen de développer la gamme TDI, laquelle allait faire de lui le champion européen du Diesel et lui donner les moyens financiers d'acquérir plusieurs de ses petits concurrents (Seat, Skoda).
D'abord utilisé sur les moteurs Diesel, c'est la firme japonaise Mitsubishi qui fut la première à adapter la technique aux moteurs à essence. Son idée était que l'injection directe permettait une bien plus grande précision dans la vitesse, l'orientation, la force et la pression avec laquelle le mélange air-essence entre dans la chambre de combustion. Il devenait possible de faire fonctionner le moteur en mélange pauvre. Apparue en 1997 sur la Mitsubishi Carisma GDI, cette technique autorise en effet un dosage plus précis du carburant, une augmentation du taux de compression ainsi qu'une meilleure résistance au phénomène de cliquetis.
C'est pour améliorer le rendement de ses mécaniques que le groupe VAG a beaucoup investi dans l'injection directe sur le moteur essence en le nommant FSI (de l'anglais Fuel Stratified Injection, soit injection stratifiée de carburant), espérant ainsi refaire le coup marketing du TDI[non neutre]. L'injection directe est désormais associée à une électronique de contrôle octroyant une plus grande sobriété et de meilleures performances.

### Injection électronique
En 1967, l'injection électronique remplace l'injection mécanique dans le but d'améliorer le rendement moteur, grâce à un calculateur électronique. Ce dernier décide de la durée de l'injection et, donc, de la quantité de carburant injectée, pour optimiser le mélange air/essence. Le rapport théorique idéal air/essence pour le moteur à explosion est de 14,7 parts d'air pour 1 part de carburant. On parle alors de mélange stœchiométrique. Pour obtenir une combustion idéale et permettre une économie de carburant, on brûle une proportion air/essence de 14,7:1.
La gestion de l'injection se fait à l'aide d'un ECU (de l'anglais Engine Control Unit, soit unité de contrôle moteur) qui reçoit les informations des capteurs (sondes) tels que enfoncement de la pédale d'accélérateur, température du moteur, température de l'air, taux d'oxygène, etc. À partir de ces informations, il agit sur des actionneurs (injecteurs, volets d'admission d'air, etc.).

## Avantages - inconvénients

### Consommation
La consommation de carburant, avec l'utilisation de système à injection, diminue en raison de l'amélioration de la précision de la carburation et de la réduction des pertes de charge (plus de venturi).
L'injection directe essence est intéressante car elle permet d'avoir des charges beaucoup plus stratifiées que dans les moteurs à essence classiques. Cette stratification peut être provoquée par un début d'injection tardive durant la phase de compression ou bien par le dessin de l'injecteur combiné à l'aérodynamique du cylindre. L'utilisation de charges stratifiées permet ainsi de réduire la quantité de carburant nécessaire à la combustion, ce qui entraîne une baisse de la consommation. Néanmoins, l'injection directe essence pose des problèmes de pollution. En effet, le fait que l'injection de carburant soit effectuée lors de la phase de compression signifie que le mélange essence-air n'est pas homogène. Ainsi, la combustion reste imparfaite et induit une production accrue de particules fines...

### Efficacité
Les variations de puissance que subit le moteur sont commandées par la quantité de carburant injecté. Comme le mélange n'a pas nécessairement une richesse proche de 1, la quantité d'air injectée à chaque phase d'admission peut rester constante. Un avantage de l'injection directe apparaît ici : le papillon présent dans la tubulure d'admission et destiné à réguler la quantité d'air admise devient superflu.
L'absence de papillon réduit les pertes de charge. De plus, un moteur à charge stratifiée et sans papillon produit la même quantité d'énergie qu'un moteur classique, mais avec une plus grande masse de gaz. Cela entraîne une augmentation de température moins importante et, donc, réduit les pertes thermiques.

### Pollution
Les systèmes à injection permettent de réaliser un dosage plus précis et permettent de diminuer la présence de produits toxiques et polluants dans les gaz d'échappement. Les émissions de CO2 des moteurs essence sont généralement plus importantes que celles des moteurs Diesel de même génération. Les moteurs à injection directe produisent des particules à cause des différences de tailles des gouttelettes que contient le jet. En effet, les plus grosses gouttelettes présentes dans le cylindre n'ont pas le temps de s'évaporer et ne sont donc que partiellement brûlées. Cependant, l'injection permet d'homogénéiser le mélange, limitant ainsi l'effet cité ci-dessus.
Dans les moteurs à injection directe Diesel type common rail, la température locale des zones de réaction est élevée. La production de NOx y est fortement importante. Par conséquent, la production des oxydes d'azote des moteurs de ce type sans système de recirculation des gaz brûlés est semblable à celle des moteurs à essence classiques.

### Complexité
Ce type de système comporte un inconvénient majeur : sa complexité. À faible charge, les moteurs fonctionnent en injectant peu de carburant tard pendant la phase de compression et en maintenant le nuage d'essence séparé de la majorité de l'air. Le contrôle de l'écoulement de l'air dans le cylindre et l'optimisation de la forme de l'injecteur nécessitent alors une étude préalable. Lorsque la charge augmente, le début de l'injection se fait de plus en plus tôt durant la phase d'admission et le carburant se mélange de plus en plus avec l'air présent dans le cylindre jusqu'à obtenir une charge homogène à pleine charge. De nombreux problèmes découlent du fait que le nuage d'essence n'occupe ni le même volume ni la même place dans le cylindre alors que la bougie d'allumage reste fixe. Notons cependant que des constructeurs utilisent des moteurs à 2 bougies d'allumage par cylindre (Alfa Romeo/moteur Twin Spark, Smart Fortwo sur les 600 et 700 turbo d'origine Mercedes-Benz, Ducati sur un bon nombre de bicylindres en L, certaines Moto Guzzi Breva).

## Principe

### Caractéristiques propres

#### Diesel
Dans les moteurs Diesel, la qualité de la combustion dépendra de la pulvérisation du carburant et de l'homogénéité du mélange. Les moteurs devront être équipés de systèmes d'injection capables de réaliser le mélange air carburant ensemble et sous des pressions élevées. Le moteur Diesel fonctionne en effet par auto-allumage : l'allumage du mélange se fait spontanément en raison de la température élevée de l'air et des rapports volumétriques très élevés (de 16:1 à 22:1).
Le diagramme de Clapeyron du cycle thermodynamique théorique du moteur Diesel prévoit une combustion à pression constante (isobare), assurée par le fait que le combustible est injecté progressivement et brûle au fur et à mesure de son introduction dans la chambre de combustion. Dans la réalité cependant, la combustion ne peut s'effectuer à pression constante, en raison du délai d'inflammation. Le carburant s'accumule lors de son injection augmentant la pression. On peut le réduire en donnant au jet une forte capacité de pénétration et en augmentant la turbulence.
Un jet puissant permet aux gouttelettes traversant l'air d'atteindre des températures suffisantes pour que l'évaporation se réalise et la turbulence évite que les gaz brûlés séjournent à proximité de l'injecteur, empêchant le mélange de l'oxygène et du carburant.

#### Essence
L'allumage dans les moteurs essence se fait par l'intermédiaire d'une bougie d'allumage qui provoque un arc électrique et enflamme le mélange. Ce principe d'allumage nécessite donc une grande homogénéité du mélange au moment où l'arc électrique se produit. Le mélange avec l'air est le plus souvent réalisé à l'extérieur de la chambre de combustion, en amont de la soupape d'admission (injection indirecte) ; cependant avec les progrès des injecteurs et des techniques d'injection gérées par l'électronique, de plus en plus souvent l'injection se fait directement dans la chambre de combustion (injection directe).

### Injections

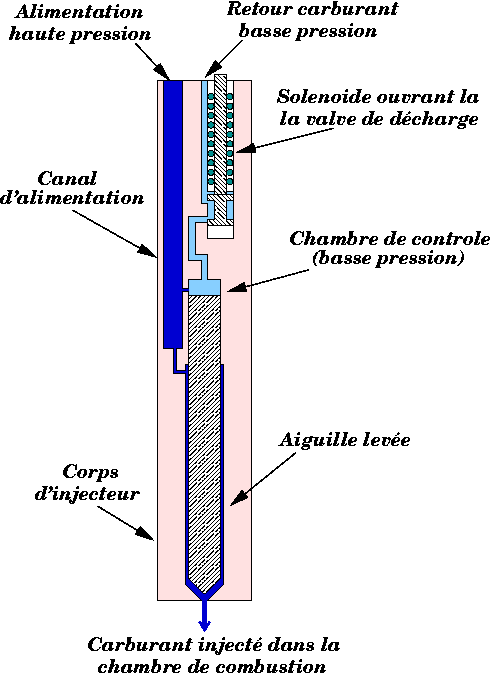
Schéma d'un injecteur

#### Injection pneumatique
L'injection pneumatique, qui est utilisée notamment sur les moteurs Diesel de navires à carburant lourd et sur certains moteurs deux temps à essence, est basée sur le principe de propulsion d'un carburant par l'intermédiaire d'air comprimé. L'ensemble se compose d'une pompe à combustible, qui règle le débit d'un compresseur d'air et d'un injecteur-pulvérisateur. Son fonctionnement se divise en deux étapes : la pompe dose dans un premier temps le combustible et l'envoie à l'injecteur puis dans un second temps, l'aiguille de ce dernier se soulève, le carburant est injecté dans le cylindre et pulvérisé par l'air sous pression engendré par le compresseur.

#### Injection mécanique
Dans l'injection mécanique, le combustible est injecté et pulvérisé sous l'action de la pression hydraulique : une pompe fournit jusqu'à 1 000 bar de pression pour la pulvérisation. Les injecteurs peuvent être du type à buse ouverte ou à aiguille, celle-ci s'ouvrant automatiquement sous la pression du combustible.
Les pompes, compte tenu des fortes pressions qu'elles doivent produire, sont de type volumétrique, à pistons axiaux ou plongeants. Le dosage du combustible est obtenu par reflux, durant la phase de compression du piston, de la fraction excédentaire dans l'enceinte d'aspiration (pompes à soupape de reflux). Un autre système de dosage, largement utilisé (surtout sur les moteurs Diesel rapides), prévoit une variation du reflux, obtenue par la rotation du piston, provoquée automatiquement par le régulateur.

##### Injection indirecte
Dans les moteurs à injection indirecte, l'essence est injectée à la pression de 3 bars dans la tubulure d'admission, le mélange air-essence se forme en amont de la soupape d'admission. Les moteurs des voitures de série étaient en grande partie alimentés par des carburateurs. Mais, à partir de 1960, on assiste aux progrès de l'injection notamment avec l'injection mécanique Kugelfischer qui a équipé de nombreuses voitures, notamment les Peugeot 404 coupé et BMW 2002 Tii... La tendance commence par s'affirmer sur les voitures de sport, où les hauts rendements exigés imposent l'élimination des insuffisances de carburation constatées par moments avec les carburateurs, du fait que le niveau de la cuve ne demeure pas constant, en particulier dans les courbes.

###### Injection groupée (ou monopoint)
L'injection groupée : le moteur possède un ou plusieurs injecteurs qui fonctionnent tous ensemble. Il y a une injection par tour de vilebrequin. Le but est de préparer un mélange combustible dans les tubulures d'admission. Finalement, ce système fonctionne comme un carburateur (le mélange admis dans le cylindre est prêt à brûler) mais le dosage est plus précis (dosage entre air et carburant) permettant ainsi l'utilisation d'un catalyseur. La vaporisation de l'essence se fait au contact des tubulures d'admission qui sont chaudes (circulation d'eau de réfrigération et/ou contact avec la culasse) quand le moteur est en fonctionnement normal. L'injecteur ou les injecteurs sont présents sur les tubulures d'admission mais éloignés de la culasse. Les tubulures d'admission sont longues étant donné que le volume contenu dans la tubulure d'un cylindre doit correspondre au volume total du cylindre.

###### Injection séquentielle (ou multipoint)
L'injection séquentielle : il y a, dans ce cas, autant d'injecteurs que de cylindres, les injecteurs se trouvent souvent sur la culasse ou tout près. Les conduits d'admission sont courbes. Les injecteurs sont commandés individuellement par l'ECU. Un injecteur crache au moment où la bougie de son cylindre produit son étincelle. La soupape d'admission est donc fermée. L'essence injectée se vaporise au contact de la culasse créant une atmosphère très riche. Pendant ce temps, le cycle du cylindre se poursuit (laissant donc suffisamment de temps pour bien vaporiser le carburant). Quand la soupape d'admission s'ouvre, le bouchon de vapeur d'essence est aspiré dans le cylindre et, à la suite, de l'air. Comme la tubulure d'admission est courbe, il y a un mouvement circulaire qui se crée dans le cylindre permettant la fin de la préparation du mélange, entre l'air et la vapeur d'essence, qui sera enflammé par la bougie le moment venu.

##### Injection directe

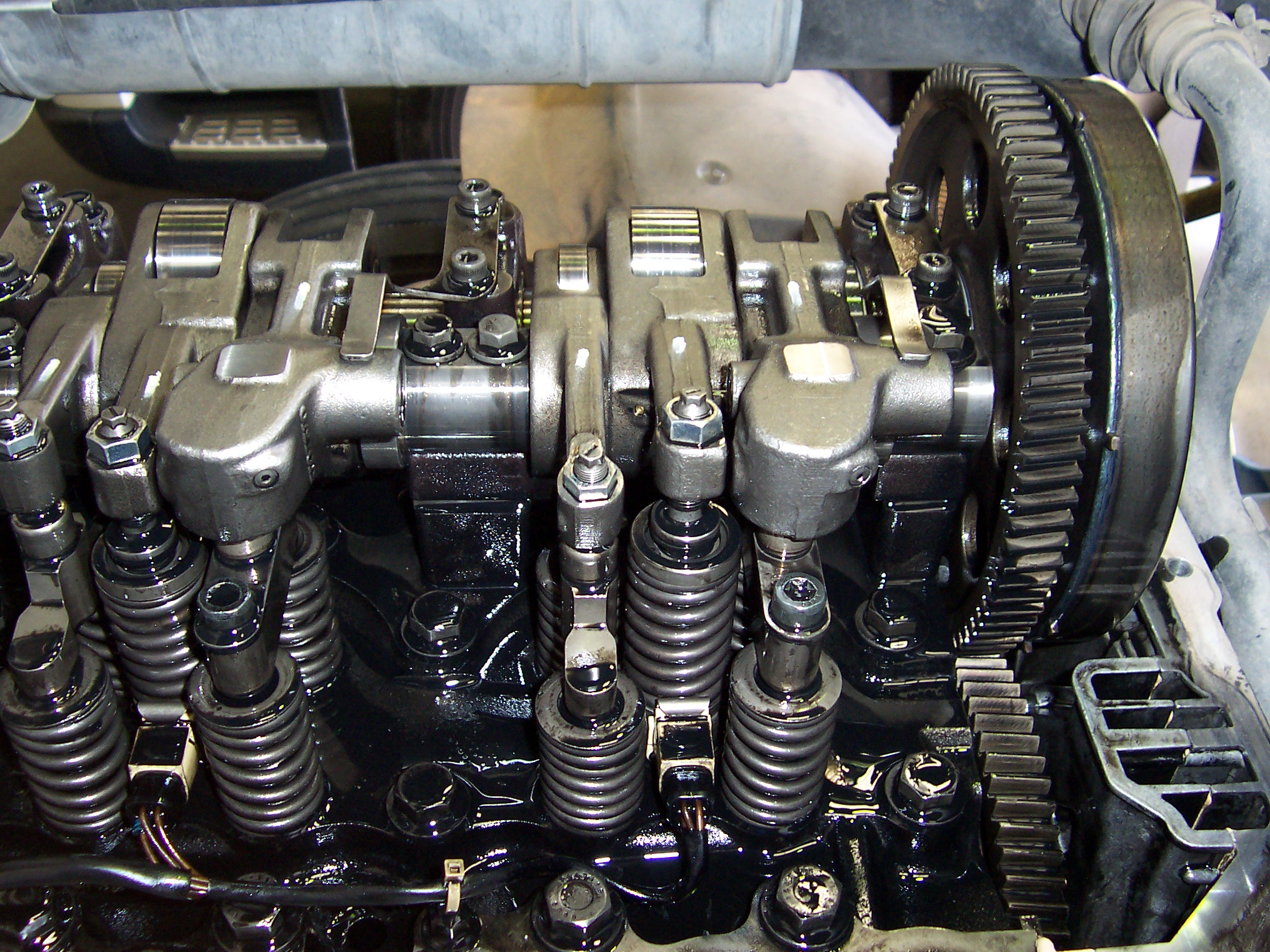
Unité d'injecteur monté sur la culasse du moteur.

L'injection directe est une technique utilisée dans les moteurs à combustion interne. Elle consiste à injecter à la pression de 100 bars le carburant directement dans la chambre de combustion plutôt qu'en amont dans la tubulure d'admission pour les moteurs à allumage commandé, ou dans une préchambre pour les moteurs Diesel. L'injection directe est apparue en grande série tout d'abord sur les moteurs Diesel. Elle a remplacé l'injection indirecte (utilisant une préchambre) sur ce type de moteur durant les années 1990,. Son adoption par les moteurs à essence est plus lente en raison d'une teneur en soufre de l'essence trop élevée dans l'Union européenne jusqu'à la fin des années 2000,,,.
Les systèmes d'injection directe, Diesel ou essence, utilisent largement l'électronique pour piloter la quantité de carburant injecté dans la chambre de combustion, ce qui permet une économie de carburant et des rejets moindres en n'injectant que la quantité de carburant nécessaire pour une combustion optimale.
L'huile issue du système de récupération des gaz du carter moteur qui se dépose sur les soupapes d'admission n'est pas lessivée par l'essence contenue dans l'air d'admis (contrairement à un moteur sans injection directe) et peut entraîner des problèmes de moteur,.

###### Injection directe à charge stratifiée
L'injection directe est pilotée par l'électronique embarquée dans le véhicule (ECU), la cartographie d'allumage du moteur est modifiée suivant les trois modes de fonctionnement du moteur : ralenti, optimal et pleine charge.
Au ralenti ou à faible charge et vitesse constante, l'électronique injecte une faible quantité de carburant lors de la remontée du piston dans la phase de compression et non pas dans la phase d'admission. La tête du piston par sa forme particulière dirige la charge stratifiée vers l’électrode de la bougie. Ce mode de fonctionnement est censé réduire la consommation de carburant mais provoque l'apparition d'une multitude de particules fines qui devront être traitées par le pot catalytique.
Au régime optimal, l'électronique injecte le carburant nécessaire pour une combustion stœchiométrique.
À pleine charge ou lors des accélérations, l'électronique injecte le carburant pour obtenir un mélange riche. Pour augmenter la réactivité du moteur certains constructeurs injectent une faible quantité de carburant dans le front de flamme lors de la descente du piston avec l'inconvénient majeur d'éroder plus rapidement la soupape d'admission[réf. nécessaire], alors que d'autres vont utiliser un turbocompresseur avec le surcout que cela engendre lors de la production du véhicule.
L'économie ne se passe que pour un moteur en charge partielle[réf. nécessaire]. Dans ces conditions, le carburant est injecté de façon à obtenir un mélange idéalement riche (stœchiométrique) dans un volume où l'utilité est optimale, et se trouve en mélange pauvre dans le reste du cylindre[pas clair]. L'obtention de la forme idéale[Quoi ?] est favorisée par une pression intérieure supérieure à la pression atmosphérique, d'où la généralisation de l'utilisation conjointe d'un système de compression de gaz à l'admission et de l'injection directe. Cette combinaison n'a pas le même succès sur les moteurs à allumage commandé, en raison du besoin de gérer en sus des émissions de NOx[réf. nécessaire].

###### Injection directe à accumulateur
Les plus récents sont de type à rampe commune (appelé aussi communément common rail en anglais ou injection directe haute pression), le carburant est injecté à la pression de 2 000 à 3 000 bars dans un rail (ou accumulateur) commun à tous les injecteurs.

###### Formule 1
Depuis 2014, le nouveau règlement de la FIA impose aux motoristes un moteur V6 à essence à injection directe dans la chambre de combustion (sans ajout d'injecteur en aval des soupapes d'admission ou en amont des soupapes d’échappement) et turbocompressé. Cette architecture de moteur plus petite et plus économique est considérée comme le futur de l'industrie automobile.

###### Moteur deux temps
Les nouvelles normes antipollution Euro 2 ont sonné le glas du moteur deux temps à carburateur et échange des mélanges gazeux dans le pot de détente. Peu de constructeurs de motocycle (principal marché de ce moteur avec les hors-bords) ont tenté d'intégrer une injection directe dans cette architecture de moteur. Néanmoins, en 2017, KTM développe un moteur 2 temps à double injection Dell'Orto sur ses moto enduro à moteur TPI (Transfer Port Injection).

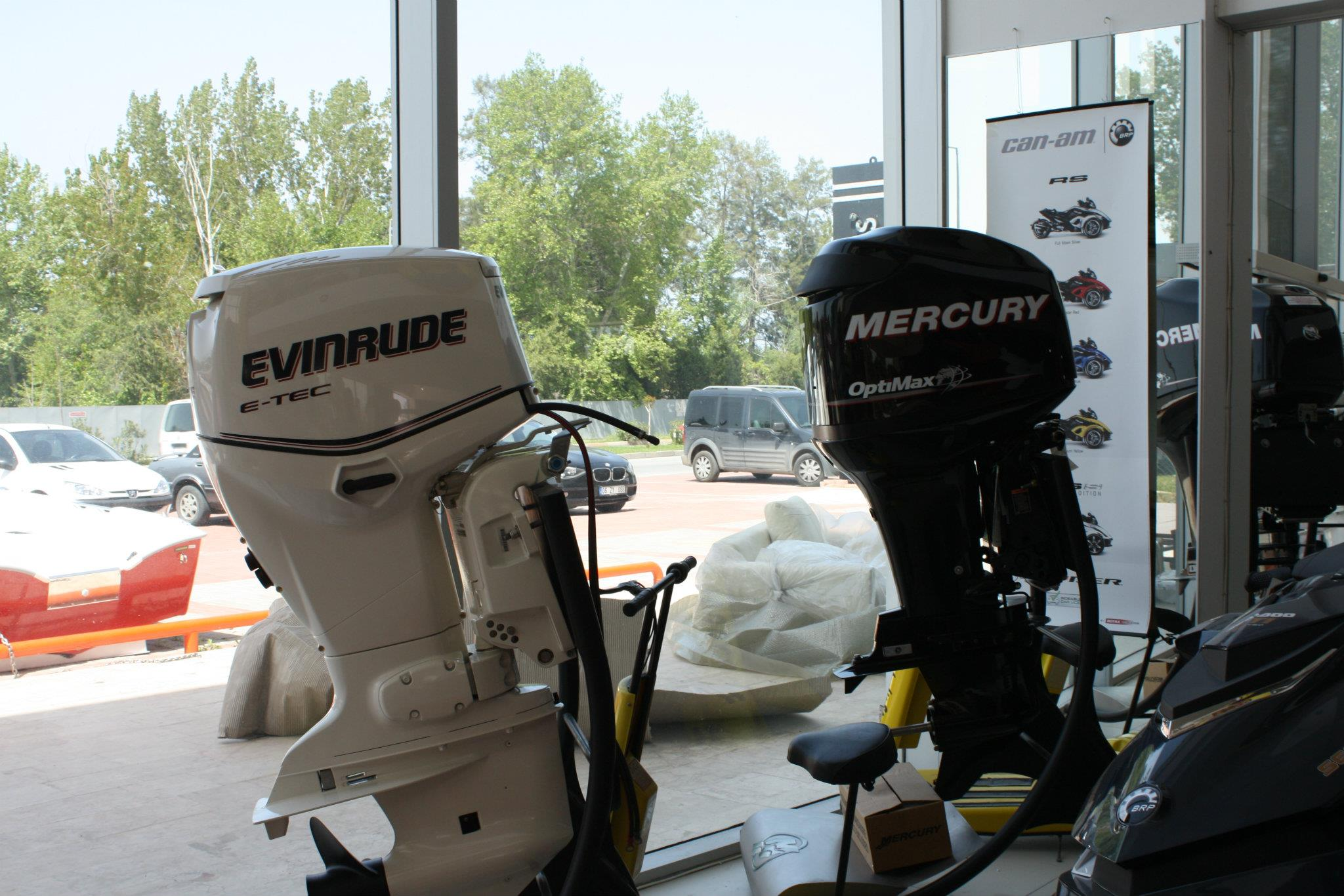
Moteurs Hors-bord 2 temps à injection directe

L’injection directe existe depuis la fin des années 1990 en deux temps Hors-bord : Les systèmes Ficht chez Evinrude, Optimax chez Mercury et HP-EFI chez Yamaha.
En 1996, Yamaha proposait une série de moteurs hors-bord V6, deux temps à injection directe : V6 à 76° - 200 HP EFI, 225 HP EFI et 250 HP EFI. Un circuit secondaire avec une pompe a huile et des injecteurs pulvérisaient l'huile nécessaire à la lubrification du piston. Ces moteurs ont été abandonnés au profit de V6 quatre temps.
Depuis 2003, la gamme de moteur hors-bord Mercury OptiMax utilisait l'injection directe sur ses moteurs 2 temps qui envoie à faible pression le mélange air-carburant dans chaque cylindre utilisant un injecteur double (un pour l’air, l’autre pour l’essence) placé dans l’axe du cylindre et non de biais. De 75 à 300 ch, ces moteurs à injection directe de carburant (DFI) ont été arrêtés en 2018 à la suite de l'application de la directive de l'Union européenne 2013/53/EU sur les normes d'émission de polluants des bateaux de plaisance et motomarines.
En 2015, à la suite d'un appel d'offres du département de la Défense des États-Unis, Mercury lance un moteur hors-bord 2 temps Diesel V6 3 litres à injection directe développant 175 ch dérivant d'un moteur essence Optimax.
Seul Evinrude a continué à miser exclusivement sur les hors-bords deux temps avec sa technique à injection directe E-TEC conforme aux normes de pollution européennes. Rachetée par BRP en 2001, la compagnie arrête la production en 2020.
Il semblerait que l'avenir du moteur deux temps à injection directe soit dans les moteurs Diesel de forte cylindrée et faible régime de rotation (100 tr/min) utilisés par exemple dans les super tanker.

### Dosage

Animation du fonctionnement d'un injecteur

#### Quantité de combustible sur le moteur à essence
La quantité de combustible à injecter par cycle dépend de l'angle d'ouverture du papillon et de la vitesse du moteur. À partir des années 1970, les dispositifs électroniques sont préférés aux systèmes mécaniques. Ils sont constitués par une série de circuits électroniques qui traitent les signaux provenant des dispositifs sensibles enregistrant les conditions de fonctionnement du moteur et des autres dispositifs de correction, sensibles aux conditions extérieures et aux phases transitoires de chauffage du moteur. Chaque cylindre est équipé d'un interrupteur électrique logé au voisinage de la soupape d'admission.
Le testeur, qui relève le stade d'évolution de chaque cylindre du moteur afin que l'ouverture des différents injecteurs électroniques se produise selon une séquence déterminée, est capital dans ce genre de système.
L'essence est maintenue à pression constante par le régulateur de pression ; si celle-ci dépasse un seuil donné, la bille du régulateur se soulève et laisse échapper un volume de carburant qui retourne au réservoir. Lorsque la pression normale est rétablie, la bille se repositionne sur son siège. L'injecteur est actionné par un électro-aimant dont le solénoïde est commandé par le calculateur électronique. La quantité injectée sera proportionnelle au temps d'excitation du solénoïde. Ce temps d'excitation est déterminé par un dispositif électronique.

#### Régime moteur
Le régime du moteur détermine l'unité de temps pour la fréquence des injections. Cette information est donnée généralement par le capteur PMH (Point Mort Haut). Deux types de capteurs PMH sont employés.

##### Capteur inductif
Le capteur inductif est constitué d'une bobine enroulée autour d'un aimant. Ce capteur est placé devant une cible, placée généralement sur la couronne du volant moteur, constituée de dents et de trous. Le PMH est repéré sur cette couronne par l'absence de deux dents. Par l'effet d'induction, l'apparition de dents et de trous face à l'aimant produit dans le bobinage du capteur une tension alternative sinusoïdale. Lorsque le point de PMH de la cible passe devant l'aimant, le signal crée une vague particulière. Les avantages de ce type de capteur sont qu'il est peu coûteux, et ne nécessitent pas d'alimentation. Les inconvénients sont la présence de parasites importants sur le signal et le manque de précision à faible vitesse, puisque l'amplitude de la tension augmente avec le régime.

##### Capteur à effet Hall

Capteur à effet Hall

Le capteur à effet Hall est plus élaboré. Il est muni d'une plaquette de Hall, d'un circuit électronique et d'un aimant permanent. Cette plaquette alimentée par le circuit est traversée perpendiculairement par le champ magnétique de l'aimant. Lorsqu'une dent se présente devant la plaquette, les électrons la parcourant sont déviés par la variation du champ magnétique, et créent une tension de l'ordre de quelques millivolts. Le circuit amplifie et transforme ce signal en un signal carré directement exploitable par le calculateur. L'amplitude de la tension de sortie est constante à tout régime, ce qui lui permet de fonctionner avec de faibles vitesses de rotation, et d'être plus précis et moins sensible aux parasites que le capteur inductif mais il est plus couteux que celui-ci.

### Fabricants
- Continental Automotive : Pompes, injecteurs et système d'injection
- Delphi Corporation : Pompes, injecteurs et système d'injection
- Bosch : Pompes, injecteurs et système d'injection
- Liebherr : injecteurs et système d'injection